# Brandenburg (volilna kneževina)
Brandenburg, volilna kneževina z matičnim ozemljem v mejni grofiji Brandenburg med Labo in Odro; kasneje se je močno razširila, predvsem proti vzhodu.
Mejna grofija (marka) Brandenburg je bila v stalni nemški posesti od sredine 12. stoletja, ko jo je za cesarja Svetega rimskega cesarstva Otona I. osvojil mejni grof Albert Medved iz rodbine Askanijcev. Njegovi nasledniki so grofijo povzdignili v volilno kneževino in jo močno razširili, zlasti proti vzhodu. Po izumrtju Askanijcev je volilna kneževina pod vladanjem Wittelsbachov in Luksemburžanov doživela nazadovanje. Razmere so se popravile, ko je leta 1415 Sigismund Luksemburški mejno grofijo podelil v fevd družini Hohenzollerjev. Odtlej je stalno napredovala. Leta 1539 se je knez opredelil za protestantizem. Leta 1618 je prevzel v upravljanje Prusijo kot fevd poljske krone. Med tridesetletno vojno je utrpela veliko opustošenje in razredčenje prebivalstva. Friderik Viljem, Veliki volilni knez, je vpeljal napredno, centralizirano gospodarstvo in leta 1660 uveljavil suverenost nad Prusijo. Potem ko se je njegov sin leta 1701 okronal za "kralja v Prusiji" Friderika I., je tudi zgodovina Brandenburga prešla v zgodovino Prusije.

## Prva nemška osvajanja preko Labe
Na ozemlju med spodnjo Labo in Odro so se od 1.stoletja pred našim štetjem izmenjavala različna germanska plemena. Ob selitvi narodov v 6. in 7. stoletju so ozemlje naselili Slovani. V času Karla Velikega so morali Frankom plačevati tribut, ki pa so se ga v sredini 9. stoletja otresli.
Nemški osvajalci so začeli ponovno prodirati preko Labe v času saških cesarjev Henrika I. in Otona I. Velikega. Ta se je (tako kot njegovi nasledniki) bolj zanimal za bogato Italijo in je dogajanja na severovzhodu cesarstva prepuščal mejnim grofom. Mejni grof Gero je okrog leta 940 zavzel ozemlje vse do Odre; nastala je Severna marka (kasneje imenovana marka Brandenburg). Z osvajanjem dežele se je širilo tudi pokristjanjevanje. Leta 948 sta bili ustanovljeni škofiji Brandenburg in Havelberg, obe ob reki Havel, ki sta vztrajali do leta 983, ko so se Slovani (Lužijci) uprli in za stoletje in pol izrinili Nemce z ozemelj vzhodno od Labe. Nemcem je ostala le Stara marka (Altmark) zahodno od Labe.

## Askanijci (1150-1320)
Altmark je bila izhodišče nemških osvajalnih pohodov 150 let kasneje. Leta 1134 je nemški kralj in cesar Lotar III. Supplinburški postavil Alberta Medveda, iz rodbine Askanijcev, za mejnega grofa v marki. Albert je od Slovanov pridobil Havelland, grad Brandenburg in naselje, ki je zraslo okrog njega, ter prodrl dalje v Prignitz in Mittelmark. Obnovil je škofiji Brandenburg in Havelberg. Na osvojenih področjih je naseljeval Nemce, pretežno iz askanskega Harza in spodnjerenskih predelov (od tod prevlada spodnjenemškega jezika). Leta 1157 si je v naselju Brandenburg postavil rezidenco in se poimenoval "mejni grof Brandenburga" (Albert I. Brandenburški). To je bil začetek nove kneževine v cesarstvu. Dokumenti pričajo, da so bili leta 1177 brandenburški grofje že državni komorniki in so si v začetku 13. stoletja postali volilni knezi. 
Nasledniki Alberta Meveda so ozemlje širili proti vzhodu, severovzhodu in v Zgornjo Lužico. Vabili so nove priseljence, ki so se naseljevali poleg slovanskih naselij in gradili nova. Slovani so se vključevali v vse sloje prebivalstva in se večinoma asimilirali, ponekod pa so še dolgo ostala povsem slovanska naselja kot npr. v porečju reke Spree jugovzhodno od Berlina in v Havellandu. Vzporedno so rasla mesta, med njimi Stendal, Brandenburg na Havlu , Spandau, mesti dvojčka Cölln in Berlin (lokacije zadnjih treh prekriva današnji Berlin), Frankfurt na Odri in druga. Poleg obstoječih škofij Brandenburg in Havelberg, so cistercijani ustanovili samostane Zinna, Lehnin, Chorin, na Odri so od Poljakov prevzeli škofijo Lebus. Leta 1231 je cesar Friderik II. prenesel na Brandenburg fevdno gospostvo Pomorjansko. Leta 1250 so osvojili Uckermark. 
V začetku 14. stoletja je posest Brandenburžanov segala na vzhodu z Neumark že daleč preko Odre in Warte, na severu v Uckermark in skoraj do Stettina (danes Szczecin). in na jugu daleč v Lužico. Leta 1320 je s smrtjo grofa Henrika II. rodbina Askanijcev izumrla.

## Wittelsbachi (1320-1373)
Po nekaj letih brezvladja, ko so si sosednje že začeli prisvajati dele marke, je nemški kralj-cesar Ludvik IV. iz rodbine Wittelsbachov (ki je bil tudi stric Henrika II. Askanijskega), potem ko je premagal habsburškega protikralja (Friderika III. Lepega), marko Brandenburg (kot izpraznjeni fevd) prenesel na svojega sina Ludvika I. Starejšega (vladal 1323-51). Zaradi oddaljenosti marke od matične Bavarske, ta ni imel interesa, da bi jo razvijal, in jo je imel le za vir dohodkov. Upravljanje z marko so si prilastili posvetni in cerkveni plemiči in mestni sveti. Mnogo zmede je povzročil tudi lažni Valdemar, ki se je v letih od 1346 do 1350 (ko je bil končno razkrit) izdajal za zakonitega naslednika Askanijcev.
Ludvik I. je leta 1351 prepustil brandenburško marko svojemu polbratu Ludviku II., ki je bil z zlato bulo leta 1356 potrjen za volilnega kneza. Po njegovi smrti ga je leta 1365 nasledil nečak Oton V., ki je leta 1367 prodal Spodnjo Lužico (prej jo je že zastavil Wettincem) češkemu kralju Karlu IV. Leta 1373 je Karel IV. kupil še marko Brandenburg in s tem prišel do še drugega glasu v kolegiju volilnih knezov (prvi glas je imel kot češki kralj). S tem se je vladanje Wittelsbachov v marki Brandenburg končalo.

## Luksemburžani (1373-1415)
Karel IV. je dal v mestu Tangermünde zgraditi grad za rezidenco brandenburškega volilnega kneza. Vpeljal je upravne reforme (zemljiška knjiga), a je po njegovi smrti leta 1378 avtoriteta mejnih grofov spet padla, ker so imeli interese drugje. Nasledstvo je prevzel desetletni drugi Karlov sin Sigismund, ki je bil zaročen z Marijo, hčerko in dedinjo madžarskega in poljskega kralja Ludvika I., kar mu je obetalo nasledstvo obeh kron. Potem ko je bil kronan za ogrskega kralja, je leta 1388 za poplačilo svojih velikih dolgov zastavil marko bratrancu Joštu Moravskemu, ki pa se tudi ni zanimal zanjo. Sigismund je leta 1402 prodal Neumark Nemškemu viteškemu redu. Po Joštovi smrti leta 1411, ko je Brandenburg spet prišel v posest Sigismunda (ki je bil tedaj tudi že rimsko-nemški kralj), so bile razmere v marki že anarhične. Vladalo je visoko plemstvo. Po deželi so ropale oborožene tolpe, ki so najbolj ogrožale podeželsko prebivalstvo. Mesta so si varnost iskala v deželnih mirovnih zvezah. Velika mesta, med njimi Berlin, Cölln, Frankfurt, Stendal, so se priključila Hansi.

## Hohenzollerji (od 1415 naprej)
Razmere so se začele spreminjati na bolje, potem ko je Sigismund Luksemburški leta 1415 postavil za dednega kraljevega namestnika v mejni grofiji Brandenburg gradiščana (mestnega grofa) Friderika VI. Nürnberškega iz rodbine Hohenzollerjev, ki je obenem postal tudi volilni knez Friderik I. Brandenburški (1415-40).
Friderikov sin Friderik II. Železni (1440-70) je precej omejil moč deželnih stanov in si podredil dotlej samostojna mesta. Leta 1455 je spet pridobil Neumark in z nakupom gospostev Cottbus in Pertz razširil svojo posest proti Šleziji. Uredil si je.rezidenco v Berlinu.
Njegov brat in naslednik Albert III. Ahil (1470-86) je z rodbinskim zakonom o nedeljivosti grofije (Disposito Achillea) poskrbel za trajno enotnost brandenburških posesti in pripravil njihovo ločitev od ostalih frankovskih posesti Hohenzollerjev (Brandenburg - Ansbach, Brandenburg - Bayreuth). Z zgledno organizacijo finančne uprave je dal gospodarstvu nove možnosti gospodarskega razvoja.
Ivan Cicero (1486-99), sin Alberta Ahila, je prvi vladal izključni iz rezidence v Berlinu.
Joahim I. Nestor (1499-1535), sin Ivana Cicera, je leta 1506 ustanovil univerzo v Frankfurtu na Odri. Leta 1516 je ustanovil komorno sodišče v Berlinu in s Cosntitutio Joachimica vpeljal enotno sodstvo. Leta 1524 je prevzel izpraznjeni fevd-grofijo Rippen in leta 1529 s pogodbo v Grimmitzu zagotovil svoji družini pravico nasledstva na Pomorjanskem. Leta 1513 je podprl svojega brata Alberta II. pri izvolitvi za nadškofa v Magdeburgu in za škofa v Halberstadtu in leto kasneje za nadškofa v Mainzu. Odtlej so brandenburški Hohenzollerji večinoma obvladovali stolna kapitlja v Magdeburgu in Halberstadtu.
Kot volilni knez mu je sledil sin Joahim II. Hektor (1535-71), njegov brat Ivan I. pa je dobil mejno grofijo Neumark. Potem ko je velik del prebivalstva že sprejel luteranstvo, je leta 1539 uvedel protestantsko cerkveno ureditev in omogočil priseljevanje judov. Po saškem zgledu je izpeljal sekularizacijo nekaterih samostanov in škofij, katerih ozemlja je vključil v državno posest, s čimer se je povečal tudi politični vpliv kneza napram deželnemu plemstvu in mestom.
Po skoraj istočasni smrti obeh bratov, Joahima in Ivana, je Joahimov sin Ivan Jurij (1571-98) spet združil brandeburško posest in ji priključil še škofije Brandenburg, Havelberg in Lebus.
Volilni knez Joahim Friderik (1598-1608) je leta 1603 prepustil frankovski kneževini Ansbach in Bayreuth svojim bratom in naslednje leto z ustanovitvijo tajnega posvetovalnega sveta napravil prvi korak k centralizirani upravi.
Ivan Sigismund (1608-19) je leta 1613 prestopil v kalvinizem; naslednje leto je podedoval (po smrti zadnjega gospodarja vojvodine Kleve leta 1609) vojvodino Kleve ter grofiji Mark in Ravensberg. Leta 1618 je prevzel v upravljanje vojvodino Prusijo (kot fevd poljskega kralja).
Volilni knez Jurij Viljem (1619-40), sin Ivana Sigismunda, se je v tridesetletni vojni prilagajal močnejši strani. Leta 1627 se je povezal s cesarjem Ferdinandom II., prestopil leta 1631 na nasprotno stran k švedskemu kralju Gustavu II. Adolfu in se po praškem miru leta 1635 spet priključi cesarju in vojvodini Saški. Vendar to ni obvarovalo njegove dežele, po kateri so ropale tako zavezniške kot sovražne vojske in jo popolnoma opustošile; število prebivalstva se je zmanjšalo na polovico, ponekod celo na tretjino.
Njegov naslednik Friderik Viljem, Veliki volilni knez (1640-88) je z vestfalskim mirom leta 1648 dobil del Pomorjanskega (Hinterpommern), škofije Cammin, Hlaberstadt in Minden ter razpolagalno pravico do čakanja na nadškofijo Magdeburg (ki je Brandenburgu pripadla leta 1680). V letih 1657-60 (dokončno z mirom v Olivi) je uveljavil suverenost nad vojvodino Prusijo. Leta 1651 je vzpostavil centralno vodenje države s tajnim svetom na čelu in razvejano strukturo uprave po regijah in resorjih. Vpeljal je stalne davke in stalno vojsko. Odvzel je oblast plemstvu a mu istočasno omogočil, da je zavzelo vodilne položaje v vojski. Vzpodbujal je priseljevanje, po vzoru Nizozemske je vpeljal moderno kmetijstvo, izboljšal prometne povezave s kanali, ki so povezovali reke. S potsdamskim ediktom je leta 1685 omogočil organizirano priseljevanje francoskih hugenotov in drugih verskih pribežnikov.
Njegov sin Friderik III. (1688-1713) si je pri cesarju Leopoldu I. s pogodbo o kronanju zagotovil dovoljenje, da se sme kronati za "kralja v Prusiji" (in ne kralja Prusije), kar se je zgodilo januarja 1701 v Königsbergu (danes Kaliningrad). V pruski zgodovini ga poznamo kot Friderika I. Pruskega.
Njegov sin kralj Friderik Viljem I. Pruski (1713-40) je močno povečal vojaško moč države. Brandenburg je postal del absolutistično vodene, centralizirano in uradniško upravljane brandenburško-pruske monarhije in tudi njene zgodovine..